# Drew Struzan
Drew Struzan (Oregón City, Oregón, Estados Unidos; 18 de marzo de 1947) es un artista e ilustrador estadounidense mayormente conocido por sus carteles de cine para famosas series cinematográficas como Star Wars, Indiana Jones o Back to the Future. También es ilustrador de portadas para cubiertas de álbumes, libros y coleccionables. 
Su obra suma más de 215 pósteres para películas. Además, fue el diseñador gráfico del primer logotipo de la empresa de efectos especiales Industrial Light & Magic. Está casado con Dylan Struzan desde 1967 y tiene un hijo llamado Christian. Junto a John Alvin, Saul Bass, Richard Amsel y Bob Peak, se le considera uno de los mejores cartelistas de la historia del cine.

## Vida y obra

### Etapa estudiantil y primeros trabajos
Drew Struzan nació el 18 de marzo de 1947. Proveniente de una familia de bajos ingresos, desde pequeño se interesó en el arte clásico y, aunque quería dedicarse a la pintura, se formó como ilustrador en el Art Center College of Design de Pasadena (California). En sus primeros años como artista, Struzan solía dibujar en papel higiénico. Comenzó a vender su obra durante su etapa estudiantil y realizó un posgrado. Poco después conoció a Dylan, con quien se casó en 1967 y tuvieron un hijo llamado Christian. Tras el hecho de haber sido padre, el ilustrador se vio en la necesidad de trabajar por dinero, ya que se veía «pobre y hambriento».
Así que, la empresa Pacific Eye & Ear lo contrató como artista gráfico y estuvo a cargo de ilustrar la portada del álbum Welcome to My Nightmare, de Alice Cooper, que habría de ser distinguida por la publicación Rolling Stone como una de las «100 mejores portadas de rock de todos los tiempos». En aquel período, Struzan cobraba entre 150 y 250 USD por cada carátula que producía.

### Comienzos con la aerografía y el cartel de «circo» deStar Wars

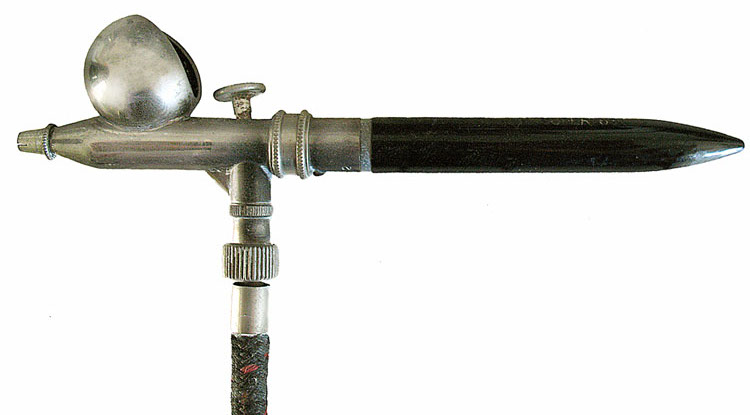
El aerógrafo, la herramienta que caracterizaría el estilo de Struzan.

Struzan comenzó en el negocio de la industria del cine a través de un amigo y trabajó durante ocho años en la empresa Pencil Pushers ilustrando carteles para películas de serie B como El imperio de las hormigas y Squirm: gusanos asesinos. Allí conocería y perfeccionaría la técnica del aerógrafo, herramienta que caracterizaría su estilo durante toda su trayectoria artística y profesional.
En 1977, el estudio 20th Century Fox contrató al artista Charles White III, conocido por su talento con el aerógrafo, para diseñar el póster de la reedición el año siguiente de Star Wars: Episode IV - A New Hope. Tras no gustarle el resultado, White pidió ayuda a Struzan para retratar a los actores mientras que él se centraba en los droides, Darth Vader y el aerodeslizador. Esa ilustración, conocida como el cartel de «circo» o «estilo D», se asemeja a un viejo póster raído sobre madera contrachapada, donde el artista decidió emplear los huecos para integrar adecuadamente las tipografías en el póster sin saturar el resultado. Este cartel se convirtió en el favorito del director del filme, George Lucas, por el que Struzan fue contratado para Lucasfilm e Industrial Light and Magic durante los siguientes treinta y cinco años.

### Años 1980: el éxito de Struzan
Tras el éxito de su póster de «circo» de Star Wars en la década de 1980, la obra de Struzan fue muy solicitada. Fue entonces cuando creó algunos de sus carteles más conocidos como Raiders of the Lost Ark, E.T., el extraterrestre, Indiana Jones and the Temple of Doom, Indiana Jones y la última cruzada, la trilogía de Back to the Future, Los Goonies, First Blood, entre otros.
Además de la industria cinematográfica, el artista de Oregón también trabajó para la industria editorial ilustrando portadas para libros, muchos de ellos derivados de las sagas de Star Wars y de Indiana Jones. Su trabajo se extiende hasta el mundo del diseño gráfico, como, por ejemplo, el diseño del primer logotipo de la empresa de efectos especiales creada por George Lucas, Industrial Light & Magic.

### Años 1990: el declive del arte de la cartelería

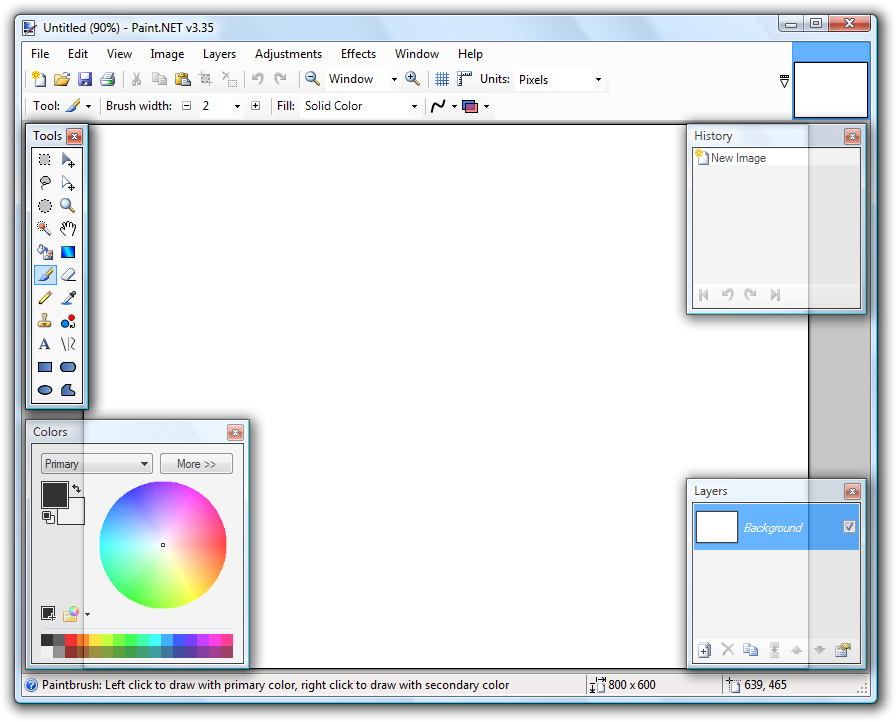
Struzan perdió mercado a partir de los años 90 debido a la irrupción de los programas informáticos fotográficos. En la imagen, representación del programa Paint.

A finales de los años 1980, debido a la implantación de la tecnología digital de las computadoras en la confección de carteles publicitarios, su producción para cartelería de cine fue en descenso, notándose considerablemente durante la década de los noventa. Sobre la competencia de los ordenadores en su trabajo, el artista declaró: 

«Cada vez hay menos gente que haga lo que yo hago. Pero siempre existirá la necesidad de un artista. Siempre habrá trabajo por hacer».
Drew Struzan

 A pesar de ello, Struzan continuó trabajando en dicho mercado e ilustró las portadas para los filmes Hook realizada por el habitual en su trabajo Steven Spielberg, La isla de las cabezas cortadas dirigida por Renny Harlin o la adaptación cinematográfica de Los Picapiedra de cuya dirección se encargó Brian Levant. Estos fueron algunos de los escasos títulos que realizó para el cine durante esta década, ya que el ilustrador trabajaba cada vez menos para ese mercado en concreto y cada vez más para el negocio de los coleccionables. Struzan ilustró una colección de más de treinta sellos de correos de Estados Unidos, entre los que destacaban los de John Wayne o el de James Stewart, por citar algunas de ellas.

### Años 2000: el retiro de Struzan
A finales de los años 2000, más concretamente el 3 de septiembre de 2008, tras la intensa campaña promocional de Indiana Jones y el reino de la calavera de cristal, Struzan anunció que se retiraba del negocio del cartelismo. Antes de su retiro oficial, el ilustrador dibujó cada uno de los carteles de las precuelas de Star Wars dirigidas por George Lucas: La amenaza fantasma,El ataque de los clones y La venganza de los Sith. George Lucas, que ya tenía planes para una edición digital del cartel del Episodio I creado por el artista digital y empleado de LucasFilm, Doug Chiang, finalmente declaró: 

«Me gusta alejarme un poco del realismo fotográfico a algo que es un poco más grandioso, un poco más glorioso, algo un poco más romántico que lo que se obtiene con solo fotografías simples».
George Lucas

 A pesar de haber anunciado su retirada del mundo profesional, el cartelista dijo: «continuaré dibujando y pintando para mi propio disfrute e incluso para mis amigos, si así lo requiere la ocasión».

### Años 2010: algunos retornos puntuales
Struzan volvió de manera puntual al negocio del cartelismo cinematográfico para diseñar los carteles del documental Batkid Begins, la historia real de un niño que superó un cáncer y que soñaba con ser Batman, al igual que el de secuela de Star Wars, El despertar de la fuerza, finalmente descartado por un fotomontaje diseñado con tecnología digital.

#### DocumentalDrew: The Man Behind the Poster
En 2013, el realizador Erik Sharkey firmó el documental Drew: The Man Behind the Poster, en donde un importante elenco de artistas y productores de Hollywood, repasaron la biografía del artista a través de su obra. Steven Spielberg, George Lucas, Guillermo del Toro, Frank Darabont, Harrison Ford, Michael J. Fox, entre muchos otros, elogiaron el trabajo creativo de Struzan. Por ejemplo, el realizador de Hellboy, cubierta ilustradada por el propio Struzan pese el rechazo del estudio en pos de una hecha con técnica infográfica—, dijo sobre él en este audiovisual:

«Hay un artista por cada par de décadas que sabe plasmar la experiencia cinematográfica. Y creo que para mi generación, y para la generación justamente anterior a la mía, Drew Struzan fue ese artista. Él era, literalmente, las películas».
Guillermo del Toro, director y productor de cine

#### Concierto homenaje y últimos trabajos profesionales
En 2017, en motivo del 70 cumpleaños del ilustrador, el productor musical Robert Townson, la firma Varèse Sarabande y la Golden State Pops Orchestra realizaron un concierto homenajeando la carrera profesional de Struzan que se tituló The Magnificent Movie Poster World of Drew Struzan - live in concert. Entre los intérpretes estuvieron los compositores Thomas Newman, John Debney, Brian Tyler, Marco Beltrami, entre otros.
En enero de 2019 volvió a salir de su retiro para crear tres pósteres diferentes para la trilogía de animación Cómo entrenar a tu dragón. Además, en 2019, ilustró la cubierta del libro A Bloody Business, escrito por su mujer Dylan Struzan.
La obra de Struzan suma más de 215 pósteres solo creados para la industria cinematográfica.

## Proceso creativo
Normalmente, para ilustrar sus carteles de cine, Struzan solía trabajar a escala 1:1 con un formato denominado «hoja sencilla», es decir, la hoja del cartel finalizado medía 30 x 40 pulgadas —68 x 106 centímetros en el sistema métrico decimal—. Comenzaba dándole una capa al lienzo de gesso para poder acomodar mejor los cambios, en el caso de que el cliente así los requiriese, y luego boceteaba a mano el dibujo que, posteriormente, coloreaba con una combinación de aerografía, pintura al óleo y acrílica. En ningún momento recurría a la tecnología digital para retocar sus ilustraciones, ni siquiera para hacer texturas, las cuales conseguía a base de usar técnicas pictóricas variopintas como mezclar tierra a la pintura o usar ropajes reales prensados para representar ciertos tipos de ropa, como en la ilustración que hizo para la revista de humor americana, Mad.
Sobre los tiempos de trabajo, Struzan tenía fama de ser extremadamente rápido en su oficio. Normalmente, trabajaba con un par de semanas de antelación antes de entregar la obra final aunque, en cierta ocasión, un productor de Universal Pictures le encargó el cartel del adaptación de la película La cosa, dirigida por John Carpenter, de un día para otro ante el inminente estreno del filme.

## Ilustraciones
Drew Struzan junto con John Alvin, Saul Bass, Richard Amsel y Bob Peak es considerado uno de los mejores cartelistas de la historia del cine.
A continuación, se relaciona una somera selección de las obras más representativas del artista Drew Struzan.
Selección de carteles de cine

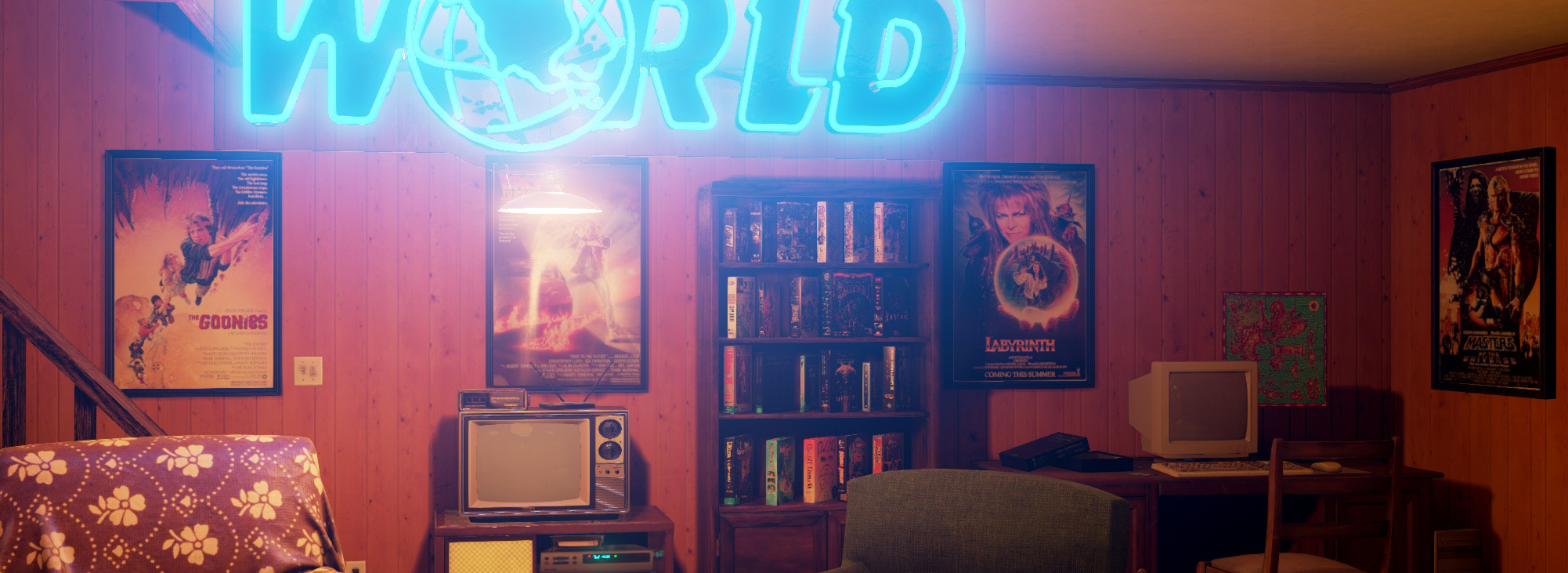
Algunos de los carteles del artista colgados en una habitación. En la imagen se pueden observar los pósteres de los filmes Los Goonies (1985) y Masters del universo (1987).

| - Star Wars (1977)(con Charles White III - cartel de «circo» o «estilo D»). - Raiders of the Lost Ark (1981) (rareza, se popularizó el cartel de Richard Amsel). - The Thing (1982) - First Blood (1982) - Indiana Jones and the Temple of Doom (1984) - Los Goonies (1985) - Back to the Future (1985) - Masters of the Universe (1987) - Indiana Jones y la última cruzada (1989) - Back to the Future Part II (1989) - Back to the Future Part III (1990) - Hook (1991) | - Star Wars: Episodio I - La amenaza fantasma (1999) - Harry Potter y la piedra filosofal (2001) - Star Wars: Episodio II - El ataque de los clones (2002) - Harry Potter y la cámara secreta (2002) (no utilizado comercialmente). - Hellboy (2004) (no utilizado comercialmente). - Star Wars: Episodio III - La venganza de los Sith (2005) - Torrente 3: El protector (2005) - Indiana Jones y el reino de la calavera de cristal (2008) - Star Wars: Episodio VII - El despertar de la Fuerza (2015) (no utilizado comercialmente). |

(Nota: para una consulta más amplia, se recomienda consultar el anexo en cuestión).

## Legado
La obra de Struzan se convirtió durante la década de los ochenta en una pieza fetiche entre los cineastas con los que solía trabajar habitualmente. El director Steven Spielberg aseguró que Struzan era su ilustrador cinematográfico favorito. George Lucas, productor con el que el cartelista trabajó durante más de treinta años, dijo sobre él:

«Es el único artista digno de coleccionar desde la Segunda Guerra Mundial».
George Lucas, director y productor cinematográfico

En cierta ocasión, Struzan hizo un retrato del cineasta Robert Rodriguez y este se lo contó a un compañero de trabajo, a lo que este le respondió a Rodríguez que si Drew Struzan lo había retratado es que era alguien famoso.
La obra de Struzan no solo tuvo importancia notable en la industria del séptimo arte; Jerry Siegel uno de los creadores del superhéroe Superman declaró sobre Struzan:

«Es un dibujante sensacional, uno de los mejores».
Jerry Siegel, historietista

## Premios
| Año  | Premio         | Organización                                                                         | Mérito            | Ref.   |
| ---- | -------------- | ------------------------------------------------------------------------------------ | ----------------- | ------ |
| 2002 | Premio Saturn  | Academia de ciencia ficción, fantasía y películas de terror                          | Trayectoria vital | [ 68 ] |
| 2010 | Premios Inkpot | Convención Internacional de Cómics de San Diego                                      | Trayectoria vital | [ 69 ] |
| 2014 | Premio Key Art | The Hollywood Reporter                                                               | Premio Saul Bass  | [ 70 ] |
| 2015 | Premio Alumni  | Art Center College of Design                                                         | Trayectoria vital | [ 71 ] |
| 2016 | Premio Sergio  | CAPS - Comic Art Professionals Society (Sociedad de profesionales de arte del cómic) | Trayectoria vital | [ 72 ] |